# Ронин, Коста
Ко́ста Ро́нин (англ. Costa Ronin; рус. Константин Ронин; родился 3 февраля 1979, Калининград, СССР) — австралийский и американский актёр российского происхождения.

## Биография
Ронин родился в Калининграде, СССР, в 1979 году.
В 1996 году в возрасте 18 лет переехал с матерью в Веллингтон (Новая Зеландия). Изучал международные отношения и политологию в Университете Виктории. В 2001 году переехал в Перт, Австралия для получения дальнейшего образования. Затем переехал в Сидней. Его бабушка проживает в Австралии.
Увлекается судовождением: с пятилетнего возраста его брал на морские прогулки его отец и дед в Калининграде. Также Ронин увлекается мотоциклами.
В июне 2021 года женился на Лии Лоудер. В настоящее время проживает в Лос-Анджелесе.

## Фильмография
| Год       | Проект                                  | Роль                | Примечания                                                                                   | Ссылки |
| --------- | --------------------------------------- | ------------------- | -------------------------------------------------------------------------------------------- | ------ |
| 2011      | Рыжий Пёс                               | Дзамбаски           | Художественный фильм                                                                         |        |
| 2014—2018 | Американцы                              | Олег Игоревич Буров | Телесериал (повторяющаяся роль)                                                              | [ 1 ]  |
| 2014      | Род человеческий                        | Антон               | Телесериал (Эпизод: «Приют»)                                                                 |        |
| 2015      | Агент Картер                            | Антон Ванко         | Телесериал (Эпизод: «Сейчас — это не конец»)                                                 | [ 5 ]  |
| 2015      | Агент Икс                               | Миша Воронский      | Телесериал (Эпизод: «Верность»)                                                              |        |
| 2016      | Штамм                                   | Алексей Бойко       | Телесериал (Эпизод: «Соучастники»)                                                           |        |
| 2016      | Готэм                                   | Лука Волк           | Телесериал (Эпизоды: «Безумный город: Палач», «Безумный город: Бомба замедленного действия») |        |
| 2017      | Стрелок                                 | Российский посол    | Телесериал (Эпизод: «Контакт с каплюсем» )                                                   | [ 6 ]  |
| 2018—2020 | Родина                                  | Евгений Громов      | Телесериал (Сезоны 7—8)                                                                      | [ 7 ]  |
| 2018      | Разделённые вместе                      | Влад                | Телесериал (5 эпизодов)                                                                      |        |
| 2019      | Однажды в… Голливуде                    | Войтек Фриковски    | Художественный фильм                                                                         |        |
| 2020      | Брайтон Бич                             | Вадим               | Художественный фильм                                                                         |        |
| 2022      | Эндшпиль                                | Сергей Водянов      | Телесериал (10 эпизодов)                                                                     |        |
| 2024      | МКС — Международная космическая станция | Николай Пулов       | Художественный фильм                                                                         |        |